# Lewis Libby

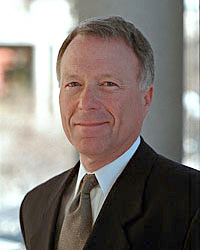
Lewis Libby (vor 2006)

Irving Lewis „Scooter“ Libby Jr. (* 22. August 1950 in New Haven, Connecticut) ist ein US-amerikanischer Jurist und Politiker (Republikanische Partei). Er war zuletzt Stabschef des US-Vizepräsidenten Dick Cheney im Executive Office, bis er am 28. Oktober 2005 wegen mehrfachen Meineids und uneidlicher Falschaussage im Rahmen der Plame-Affäre unter Anklage gestellt wurde und zurücktrat.
Im März 2007 wurde er deswegen und wegen Justizbehinderung von einem Geschworenengericht in Washington, D.C. schuldig gesprochen und im Juni 2007 zu einer 30-monatigen Haftstrafe verurteilt. Anfang Juli 2007 erfuhr er eine teilweise Begnadigung durch US-Präsident George W. Bush, der ihm die Haftstrafe erließ. Im April 2018 wurde Libby von Präsident Donald Trump vollständig begnadigt.

## Werdegang

### Ausbildung
Lewis Libby studierte Politikwissenschaft an der Yale University, wo Paul Wolfowitz einer seiner Lehrer war. Er schloss sein Studium 1972 erfolgreich ab. 1975 schloss er sein Jurastudium an der Columbia University ab.
Seine Kinder sind Hal Libby und Ricki Libby.

### Berufliche Laufbahn
Nach Abschluss seines Studiums war Libby zunächst in Philadelphia als Rechtsanwalt tätig. 1981 folgte er dem Ruf seines früheren Lehrers Wolfowitz nach Washington, wo er zunächst im Planungsstab des Außenministeriums diente. Nach 1985 verließ er den Staatsdienst wieder, um als Rechtsanwalt zu wirken.
Während der Amtszeit von Präsident Bill Clinton (1993–2001) war Libby wiederum in Washington tätig. Er fungierte als Rechtsberater mehrerer Kongressausschüsse, unter anderem des sogenannten Cox-Ausschusses, der sich mit Fragen der militärischen und wirtschaftlichen Sicherheit gegenüber China befasste.
In dieser Zeit wurde er auch als Mitarbeiter des Project for the New American Century bekannt.
Von 1995 bis 2001 war er in der Anwaltskanzlei Dechert, Price & Rhoads als geschäftsführender Partner tätig. In dieser Zeit war einer seiner Erfolge die Begnadigung seines Mandanten Marc Rich durch Präsident Clinton gegen Ende von dessen Amtszeit.
Nach dem Wahlsieg Präsident Bushs im Jahre 2000 berief der designierte Vizepräsident Cheney Libby als seinen Stabschef. Dieser folgte dem Ruf und trat das Amt im Januar 2001 an. Er galt als führender Kopf der Pro-Israel-Lobby.

### Verschiedenes
1996 veröffentlichte er den Roman The Apprentice, der auf seinen Erfahrungen als Mitarbeiter des Außenministeriums beruhen soll. Seine Frau Harriet Grant war als Justitiarin für den Justizausschuss des US-Senats tätig. Für seine berufliche Tätigkeit erhielt er diverse Orden und Auszeichnungen.

## Verwicklung in die Affäre Plame
Die CIA-Geheimagentin Valerie Plame war von dem Kolumnisten Robert Novak mit ihrer Funktion in einem Artikel genannt worden und damit enttarnt. Eine solche Enttarnung von CIA-Geheimagenten ist in den USA seit 1982 unter bestimmten Umständen eine Straftat. Die Enttarnung wird allgemein als eine Art Racheakt der Bush-Regierung interpretiert, da ihr Ehemann, ein Ex-Diplomat, einen kritischen Artikel zur Irakkriegsbegründung in der New York Times veröffentlicht hatte. Es ist erwiesen, dass Personen aus dem Umfeld der Bush-Regierung später Informationen über die Geheimdiensttätigkeit seiner Ehefrau an verschiedene wichtige US-Medien gaben, darunter die Washington Post.
Novak selber konnte glaubhaft machen, in gutem Glauben gehandelt zu haben, damit hatte er den Straftatbestand nicht erfüllt. Das Untersuchungsverfahren richtete sich daraufhin auf Novaks Informanten. Die Staatsanwaltschaft erhob Anklage gegen Libby, nicht weil der Ursprungsverdacht sich erhärtet hätte, sondern weil Libby nach Auffassung der Staatsanwaltschaft sich der Strafvereitelung schuldig gemacht und mehrfach eidlich und uneidlich falsch ausgesagt hatte.

## Verurteilung wegen Meineides
Am 6. März 2007 erging das Urteil gegen Libby. Von fünf Anklagepunkten sprach ihn die Jury in vier Fällen schuldig – er wurde des Meineides in zwei Fällen für schuldig befunden, weiterhin der Strafvereitelung in einem Fall sowie uneidlicher falscher Aussagen gegenüber der Strafverfolgungsbehörde in einem Fall. Der Strafkatalog für diese Vergehen enthält kein Mindestmaß, erlaubt aber auch Höchststrafen von 25 Jahren und Strafgelder bis eine Million Dollar. Am 5. Juni 2007 wurde Libby von dem Gericht in Washington für schuldig befunden und zu einer Haftstrafe von 30 Monaten, einer Geldstrafe von 250.000 Dollar und einer zweijährigen Bewährungsstrafe verurteilt.
Nachdem Libbys Antrag, den Antritt seiner Gefängnisstrafe aufzuschieben, am 2. Juli 2007 abgelehnt worden war, hob Präsident Bush die Haftstrafe mit der Begründung, sie sei „exzessiv“, auf. Das Urteil an sich blieb damit gültig, wodurch Libby nicht mehr als Rechtsanwalt arbeiten konnte. Am Ende seiner Amtszeit wollte George W. Bush Libby trotz starkem Drängen Cheneys nicht begnadigen.
Im April 2018 sprach Präsident Trump eine vollständige Begnadigung für Libby aus.

## Rezeption
Libby spielt eine Rolle im Film Fair Game – Nichts ist gefährlicher als die Wahrheit, der die Plame-Affäre behandelt.

## Veröffentlichungen
- The Apprentice. Graywolf Press, St Paul 1996, ISBN 1-55597-245-4 (Roman).